# La Grandeza
La Grandeza é um município do estado do Chiapas, no México. A população do município calculada no censo 2005 era de 6.723 habitantes.